# فيرغروف (ميشيغان)
فيرغروف (بالإنجليزية: Fairgrove, Michigan)‏ هي منطقة سكنية تقع في الولايات المتحدة في مقاطعة توسكولا (ميشيغان). يقدر عدد سكانها بـ 563 نسمة ومساحتها 2.90 كم2 وترتفع عن سطح البحر 201 متر.

## التركيبة السكانية
قام مكتب تعداد الولايات المتحدة بتحديد بيانات التركيبة السكانية لفيرغروف في تعداد الولايات المتحدة. في ما يلي، التركيبة السكانية حسب تعدادي 2000 و2010.

### تعداد عام 2000
بلغ عدد سكان فيرغروف 627 نسمة بحسب تعداد عام 2000، وبلغ عدد الأسر 238 أسرة وعدد العائلات 169 عائلة مقيمة في القرية.
وتوزع التركيب العرقي للقرية بنسبة 93.46% من البيض و 1.12% من الأمريكيين الأصليين و 0.32% من الأمريكيين ذوي الأصول الآسيوية و 0.32% من الأمريكيين الأفارقة و 2.55% من عرقين مختلطين أو أكثر.
بلغ عدد الأسر 238 أسرة كانت نسبة 32.8% منها لديها أطفال تحت سن الثامنة عشر تعيش معهم، وبلغت نسبة الأزواج القاطنين مع بعضهم البعض 56.7% من أصل المجموع الكلي للأسر، ونسبة 10.5% من الأسر كان لديها معيلات من الإناث دون وجود شريك، وكانت نسبة 28.6% من غير العائلات. تألفت نسبة 26.1% من أصل جميع الأسر من أفراد ونسبة 8.8% كانوا يعيش معهم شخص وحيد يبلغ من العمر 65 عاماً فما فوق. وبلغ متوسط حجم الأسرة المعيشية 3.09، أما متوسط حجم العائلات فبلغ 2.58.
بلغ العمر الوسطي للسكان 35 عاماً. وكانت نسبة 27.8% من القاطنين تحت سن الثامنة عشر، وكانت نسبة 8.3% بين الثامنة عشر والأربعة وعشرون عاماً، ونسبة 28.5% كانت واقعةً في الفئة العمرية ما بين الخامسة والعشرون حتى والأربعة وأربعون عاماً، ونسبة 22.8% كانت ما بين الخامسة والأربعون حتى الرابعة والستون، ونسبة 12.6% كانت ضمن فئة الخامسة والستون عاماً فما فوق. يوجد لكل 100 أنثى 92.3 ذكر، ويوجد لكل 100 أنثى في الثامنة عشر من عمرها فما فوق 90.3 ذكر.
بلغ متوسط دخل الأسرة في القرية 35,391 دولار، أما متوسط دخل العائلة فبلغ 38,929 دولار. وكان متوسط دخل الذكور 31,484 دولار مقابل 21,719 دولار للإناث. وسجل دخل الفرد الخاص بالقرية 17,741 دولار. وكانت نسبة 4.8% من العائلات ونسبة 7.8% من السكان تحت خط الفقر، وكان من هؤلاء نسبة 7.4% تحت سن الثامنة عشر ولا أحد منهم في الخامسة والستين من العمر وما فوق.

### تعداد عام 2010
بلغ عدد سكان فيرغروف 563 نسمة بحسب تعداد عام 2010، وبلغ عدد الأسر 225 أسرة وعدد العائلات 154 عائلة مقيمة في القرية. في حين سجلت الكثافة السكانية 502.7 نسمة لكل ميل مربع (194.1/كم2). وبلغ عدد الوحدات السكنية 257 وحدة بمتوسط كثافة قدره 229.5 لكل ميل مربع (88.6/كم2).
وتوزع التركيب العرقي للقرية بنسبة 96.4% من البيض و 1.1% من الأمريكيين الأصليين و 0.4% من الأمريكيين الأفارقة و 0.9% من عرقين مختلطين أو أكثر.
بلغ عدد الأسر 225 أسرة كانت نسبة 34.2% منها لديها أطفال تحت سن الثامنة عشر تعيش معهم، وبلغت نسبة الأزواج القاطنين مع بعضهم البعض 47.6% من أصل المجموع الكلي للأسر، ونسبة 18.7% من الأسر كان لديها معيلات من الإناث دون وجود شريك، بينما كانت نسبة 2.2% من الأسر لديها معيلون من الذكور دون وجود شريكة وكانت نسبة 31.6% من غير العائلات. تألفت نسبة 28.0% من أصل جميع الأسر من أفراد ونسبة 8.9% كانوا يعيش معهم شخص وحيد يبلغ من العمر 65 عاماً فما فوق. وبلغ متوسط حجم الأسرة المعيشية 3.03، أما متوسط حجم العائلات فبلغ 2.48.
بلغ العمر الوسطي للسكان 37.3 عاماً. وكانت نسبة 27.7% من القاطنين تحت سن الثامنة عشر، وكانت نسبة 7% بين الثامنة عشر والأربعة وعشرون عاماً، ونسبة 23.7% كانت واقعةً في الفئة العمرية ما بين الخامسة والعشرون حتى والأربعة وأربعون عاماً، ونسبة 28.7% كانت ما بين الخامسة والأربعون حتى الرابعة والستون، ونسبة 12.8% كانت ضمن فئة الخامسة والستون عاماً فما فوق. وتوزع التركيب الجنسي للسكان بنسبة 50.8% ذكور و49.2% إناث.